# .lt
.lt je vrhovna internetska domena (country code top-level domain - ccTLD) za Litvu. Domenom upravlja Kaunas University of Technology.

## Vanjske poveznice
- IANA .lt whois informacija  Arhivirana inačica izvorne stranice od 19. travnja 2006. (Wayback Machine)